# Albert Soboul
Albert Marius Soboul (Ammi Moussa (cerca de Mostaganem), Argelia francesa, 27 de abril de 1914 - Nimes, Francia, 11 de septiembre de 1982) fue un historiador francés, especialista en el periodo de la Revolución francesa.

## Biografía

### Juventud
Soboul pierde a su padre en noviembre de 1914, durante la Primera Guerra Mundial. Tras finalizar la guerra su madre decide dejar Argelia con sus hijos, Albert y su hermana mayor, Gisèle, para instalarse en Francia. Tras la muerte de su madre en 1922, los niños se crían con su tía Marie Soboul, directora de la escuela normal de Nimes. Albert Soboul recibe una sólida educación secundaria en el instituto de Nimes y cursa clases preparatorias a las grandes escuelas en el instituto Louis-le-Grand de París gracias a una beca del Estado. Ingresa en 1935 en la universidad de La Sorbona donde presenta un estudio sobre el revolucionario Louis de Saint-Just, Les idées politiques et sociales de Saint-Just, que publica en 1937 bajo el seudónimo de Pierre Derocles, apellido de su abuela materna. Debido a su militancia comunista y a su compromiso antifascista en aquellos años, publicó sus primeras obras bajo ese seudónimo y el de Jules Leverrier. En 1938, supera las pruebas de acceso a la agregación en Historia y Geografía, y su beca de estudios se convierte en beca de investigación.

### Segunda Guerra Mundial
Miembro desde 1932 de la Unión Federal de Estudiantes, adhiere en 1939 al Partido Comunista Francés del que será miembro toda su vida. El mismo año es movilizado debido al inicio de la Segunda Guerra Mundial, y destinado a la artillería hippomobile, sin llegar a entrar en combate. Es desmovilizado en 1940 y nombrado profesor en el instituto de Montpellier, donde participa en las primeras acciones de la Resistencia a través del Frente Nacional de Estudiantes, del que es co-organizador en el sur de Francia. Es expulsado de la Educación Nacional y apartado de sus funciones en julio de 1942, tras la organización de una manifestación estudiantil. En 1943 se refugia unos meses en Vercors, y consigue gracias a Georges-Henri Rivière un puesto de investigador en etnografía en el Musée National des Arts et Traditions Populaires de París. Será agente de enlace con la Resistencia.

### De la educación secundaria a la universidad
Tras la Liberación en 1945, Soboul se reincorpora a su puesto de profesor en el lycée de Montpellier. Allí participa al Comité Francia-España (de ayuda a los exiliados españoles) y crea una universidad popular. Es nombrado entonces profesor en el lycée Marcelin-Berthelot de Saint-Maur-des-Fossés, en las afueras de París, y después en el liceo Henri IV de París. Soboul emprende una amistad con el eminente historiador Georges Lefebvre y prepara, bajo su dirección, su tesis sobre Les sans-culottes parisiens en l'an II, publicada en 1958. En 1959 es nombrado copresidente de la «Société des études robespierristes» («Sociedad de Estudios Robespierristas»), con sede en La Sorbona, y vicepresidente de la revista Annales historiques de la Révolution française. Soboul se incorpora a la Université Blaise Pascal de Clermont-Ferrand en 1962, y en 1967 obtiene la cátedra de «Historia de la Revolución francesa» en la Sorbona donde pasa a dirigir su «Instituto de historia de la Revolución francesa». Organiza un seminario de doctorado que congrega a muchos futuros historiadores de la Revolución francesa. 
Durante los años siguientes, publica numerosas obras históricas como La Civilisation et la Révolution française en tres tomos, y como investigador organiza y participa en coloquios internacionales, tanto en Francia como en el extranjero, donde se traducen muchas de sus investigaciones. Emprende la difusión de fuentes históricas. A iniciativa de un coloquio internacional sobre Babeuf y los problemas del babuvismo organizado en Estocolmo en 1960, colabora, junto con dos historiadores, a la primera edición de las obras completas de Babeuf. Reedita en facsímiles obras de Anacharsis Cloots, de Camille Desmoulins y del abate Grégoire.

### Debates historiográficos
Soboul pertenece a la corriente historiográfica marxista, en la línea de historiadores como Jean Jaurès, Albert Mathiez y Georges Lefebvre. En los años cincuenta, discrepó del historiador Robert Palmer y de su amigo y discípulo Jacques Godechot, cuyas últimas investigaciones inscribían la Revolución francesa en el marco de una serie de revoluciones occidentales, o atlánticas, que arrancaron con la guerra de independencia de los Estados Unidos para alcanzar Francia entre 1787 y 1789. El debate se vio marcado por el contexto político de aquellos años, la Guerra Fría.
A partir de la década de 1960, la polémica se centró en la interpretación sociopolítica de la Revolución francesa aportada por el historiador revisionista Alfred Cobban en su obra The Social Interpretation of the French Revolution (Cambridge, 1964) (y retomada posteriormente por el historiador William Doyle), que tuvo cierto impacto mediático en el mundo anglosajón. Sus trabajos afirman que la Revolución francesa no fue social ni económica sino política, y que no fue una revolución antifeudal ni burguesa. Soboul lo refutó en varias ocasiones, en particular en su artículo L'historiographie classique de la Révolution française, publicado en 1974. En los años 1970-80 hizo frente a la oposición creciente de esta corriente tras la publicación en 1965 de La Révolution française por François Furet y Denis Richet y Penser la Révolution de François Furet en 1978, a los que Soboul respondió con la publicación en 1981 de Comprendre la Révolution. Problèmes politiques de la Révolution française. Su intervención en el coloquio de Otawa de 1982 sobre «Los orígenes de la Revolución francesa» será una respuesta a la publicación de la obra Origins of the French Revolution, de William Doyle, que es una crítica acerbada de sus trabajos.

### Últimos años
Ese fue su último coloquio antes de su muerte, en Nimes, en 1982. Aquel año, fue elegido presidente del Consejo Científico del Museo de la Revolución francesa en Vizille, en el departamento de Isère. Tras su muerte, la reputación de Soboul disminuyó.[cita requerida] No obstante, sus trabajos, marcados por una investigación sustancial y un estilo claro, siguen siendo una contribución de envergadura al estudio de la historia de la Revolución francesa.
Soboul fue enterrado en el cementerio de Père-Lachaise, no lejos del mur des Fédérés, donde los últimos communards fueron fusilados en 1871. Su biblioteca fue adquirida por el Estado francés y donada al centro de documentación del museo de Vizille por la Biblioteca Nacional de Francia, a petición de su hija, Lucie Soboul. Desde 2005, este centro de documentación y biblioteca lleva el nombre de Albert Soboul.

### En francés
Por orden cronológico de primera publicación.
- (bajo el seudónimo de Pierre Dérocles), Saint-Just : ses idées politiques et sociales, París, Éditions Sociales Internationales, col. Problèmes, 1937, 173 p.
- (bajo el seudónimo de Jules Leverrier), La Naissance de l'Armée nationale, 1789-1794, París, Éditions Sociales Internationales, col. Problèmes, 1939, 196 p. (dedicado al Ejército Republicano español)
- L'an I de la liberté : étude historique, textes originaux, París, Éditions Sociales Internationales, julio de 1939, 302 p.
- L'Armée nationale sous la Révolution, 1789-1794, Éditions France d'abord, 1945.
- La Révolution française, 1789-1799, Éditions sociales, 1948.
- Les Sans-Culottes parisiens en l'An II. Mouvement populaire et gouvernement révolutionnaire : 2 juin 1793 - 9 thermidor an II, París, Éditions Librairie Clavreuil, 1958 (reedición 1962), 1168 p.
- Histoire de la Révolution française, 2 tomos, Éditions sociales, 1962.
- La Révolution française. Que sais-je? (en francés). París: Presses Universitaires de France. 1965.
- Le Procès de Louis XVI, París, Julliard, 1966, 267 p.
- Le Directoire et le consulat, PUF, col. Que sais-je?, 1967, 126 p.
- La Première République : 1792-1804, París, Calmann-Lévy, 1968, 365 p.
- La Civilisation et la Révolution française : La crise de l'ancien régime (prefacio de Raymond Bloch), t. I, París, Éditions Arthaud, col. « Les grandes civilisations » (no 10), mayo de 1970 (reedición 20 de julio de 1978), 642 p. (ISBN 978-2-7003-0199-1)
- 1789, l'an un de la liberté, Éditions sociales, 1973, 351 p.
- Précis d'histoire de la Révolution française, París, Éditions Sociales, 15 de abril de 1975, 532 p.
- Comprendre la révolution, recopilación de artículos, París, Maspero, 1981.
- La Civilisation et la Révolution française : La Révolution française (prefacio de Raymond Bloch), t. II, París, Éditions Arthaud, col. « Les grandes civilisations » (no 18), 10 septembre 1982, 552 p. (ISBN 978-2-7003-0394-0)
- La Civilisation et la Révolution française : La France Napoléonienne (prefacio de Raymond Bloch), t. III, París, Éditions Arthaud, col. « Les grandes civilisations » (no 19), 15 de noviembre de 1983, 490 p. (ISBN 978-2-7003-0395-7)
- Problèmes paysans de la Révolution (1789-1848), París, Maspero, 1983 (reedición La Découverte, 2001, 442 p.).
- La Révolution française, Gallimard, 1984 (reedición PUF, Quadrige, 2005, 121 p.).
- Portraits de révolutionnaires, Messidor, 1986, 312 p.
- Dictionnaire historique de la Révolution française, París, Presses universitaires de France, 1 de junio de 1989 (reedición 24 de enero de 2005), 1184 p. (ISBN 978-2-13-042522-9 ISBN 978-2-13-053605-5)
- La Maison rurale française, París, Comité des travaux historiques et scientifiques, 1995, 171 p.

### En español
- La crisis del Antiguo Régimen. Fundamentos, 1971, 198 p.
- Las clases sociales en la Revolución Francesa. Fundamentos, 1971, 230 p.
- Compendio de la historia de la Revolución francesa (traducción de Enrique Tierno Galván). Tecnos, 1979. ISBN 84-309-0552-9
- Problemas campesinos de la revolución, 1789-1848. Siglo XXI, 1980, 279 p. ISBN 978-84-323-0374-6
- La Revolución Francesa, Tecnos, 1983, 466 p. ISBN 978-84-309-0552-2
- La Francia de Napoleón. Crítica, 1993, 486 p. ISBN 84-7423-564-2 ISBN 978-84-7423-564-7
- Los sans-culottes. Movimiento popular y gobierno revolucionario. Madrid: Alianza Editorial, 1987, 244p. ISBN 84-206-2494-2
- Comprender la Revolución Francesa. Barcelona: Crítica, 1983. 361p ISBN 84-7423-192-2
- La Revolución Francesa. Principios ideológicos y protagonistas colectivos. Barcelona, Crítica, 1987. 482p. ISBN 847423302X

## Fuente utilizada
- Alain Chevalier, Robert Chagny y Annick Le Gall. Albert Soboul 1914-1982, historien de la Révolution française. Museo de la Revolución francesa, Vizille. 2005, 20 p. (en francés)